# Mompach
Mompach (lussemburghese: Mompech) è un comune soppresso del Lussemburgo orientale, attualmente frazione del comune di Rosport-Mompach.
Nel 2018 l'allora comuna si fuse con quello di Rosport per dare vita alla nuova unità amministrativa.
Altre località che facevano capo al comune sono Born, Herborn e Moersdorf.